# Arthur Cazaux
Arthur Cazaux (výslovnost: [aʁtyʁ kazo]IPA, * 23. srpna 2002 Montpellier) je francouzský profesionální tenista. Ve své dosavadní kariéře na okruhu ATP Tour nevyhrál žádný turnaj. Na challengerech ATP a okruhu ITF získal šest titulů ve dvouhře.
Na žebříčku ATP byl ve dvouhře nejvýše klasifikován v prosinci 2024 na 63. místě a ve čtyřhře v listopadu 2021 na 430. místě.
Na juniorském grandslamu prohrál finále Australian Open 2020 s krajanem a světovou trojkou Haroldem Mayotem. Po skončení figuroval nejvýše na juniorském kombinovaném žebříčku ITF, když mu v únoru 2020 patřila 4. příčka.

## Tenisová kariéra
Na okruhu ATP Tour debutoval v 17 letech únorovou čtyřhrou Open 13 Provence 2020 v Marseille, do níž s krajanem Haroldem Mayotem – tři týdny po vzájemném finále na juniorce Australian Open – obdrželi divokou kartu. V úvodu podlehli pozdějším vítězům Nicolasi Mahutovi a Vasku Pospisilovi. Do grandslamu poprvé zasáhl se stejným spoluhráčem v deblu French Open 2020 opět díky divoké kartě. Časnou porážku jim přivodily polsko-brazilské turnajové čtyřky, Łukasz Kubot s Marcelem Melem. První titul na okruhu ITF vyboval během prosince 2020 ve španělském Torellu po finálové výhře nad krajanem Quentinem Robertem z páté stovky žebříčku.

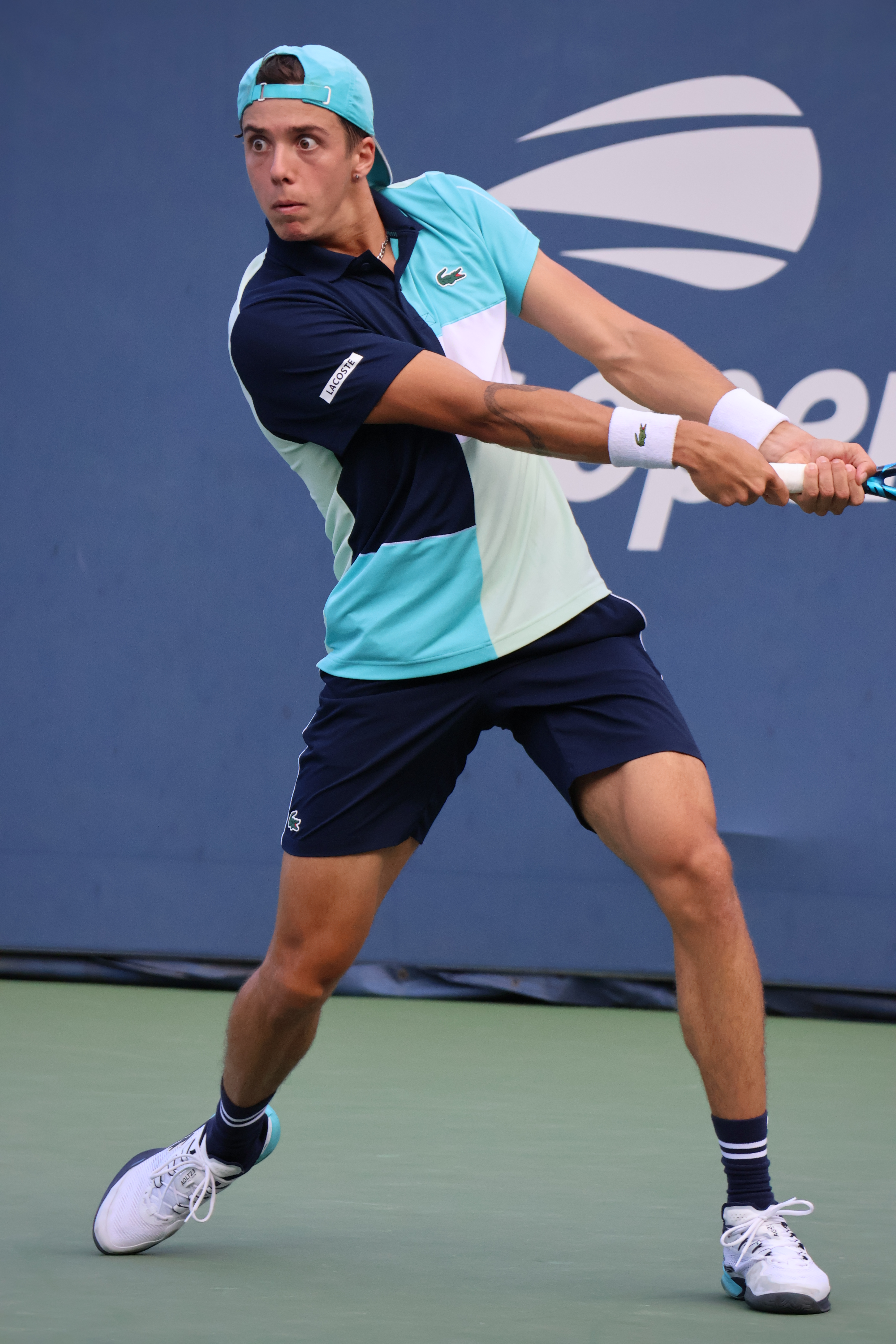
Bekhend na US Open 2023

Singlovou premiéru na túře ATP prožil na antukovém Geneva Open 2021, kde si připsal první vítězný zápas na okruhu. V zahajovacím duelu porazil třicátého sedmého hráče žebříčku Adriana Mannarina ve třech setech, než jej zastavil uruguayský kvalifikant Pablo Cuevas. Postup přes Mannarina představoval jeho jedinou výhru na okruhu až do Australian Open 2024. V grandslamové dvouhře debutoval na French Open 2021 po zisku divoké karty. V zahajovacím duelu však nestačil na Poláka Kamila Majchrzaka z druhé světové stovky. V pařížské čtyřhře vypadl po boku krajana Huga Gastona ve druhém kole. V září 2022 a opět v lednu 2023 si první dva challengerové tituly odvezl z thajského Nonthaburi. Ve finále postupně porazil Australana Omara Jasiku a Jihoafričana Lloyda Harrise.
Prvním travnatý challenger odehrál na Rothesay Open Nottingham 2023, kde z kvalifikace prošel až do souboje o titul. V semifinále zdolal světovou pětadevadesátku Dominika Koepfera. Z finále však odešel poražen od favorizovaného Andyho Murrayho, figurujícího na čtyřicáté čtvrté příčce. Bodový zisk z něj poprvé učinil člena Top 150, když se 19. června 2023 posunul ze 181. na 147. místo. Přes prohru v kvalifikačním kole US Open 2023 s Travagliem, si jako šťastný poražený poprvé zahrál hlavní soutěž newyorského majoru. Ve třech setech podlehl světové osmičce Andreji Rubljovovi.
Utkání v grandslamové dvouhře premiérově vyhrál na Australian Open 2024, kam mu francouzský tenisový svaz udělil reciproční divokou kartu. Do Melbourne Parku přicestoval jako 122. hráč žebříčku s jediným vyhraným zápasem na túře ATP, a v pozici čerstvého šampiona lednového challengeru v novokaledonské metropoli Nouméa. Na úvod zvládl pětisetovou bitvu se Srbem Laslem Djerem, poté přehrál dánskou světovou osmičku Holgera Runeho a ani ve třetí fázi jej nezastavil třicátý první muž pořadí Tallon Griekspoor, s nímž nečelil žádnému brejkbolu. V osmifinále podlehl polské světové devítce Hubertu Hurkaczovi ve třech setech. Po skončení premiérově figuroval v elitní světové stovce.

## Finále na okruhu ATP Tour
| Legenda                   |
| ------------------------- |
| D – dvouhra; Č – čtyřhra  |
| Grand Slam (0)            |
| Turnaj mistrů (0)         |
| ATP Tour Masters 1000 (0) |
| ATP Tour 500 (0)          |
| ATP Tour 250 (0–1 D)      |

### Dvouhra: 1 (0–1)
| Stav      | č. | datum             | turnaj              | kategorie | povrch | soupeř ve finále | výsledek |
| --------- | -- | ----------------- | ------------------- | --------- | ------ | ---------------- | -------- |
| Finalista | 1. | 26. července 2025 | Kitzbühel, Rakousko | ATP 250   | antuka | Alexandr Bublik  | 4–6, 3–6 |

## Tituly na challengerech ATP a okruhu ITF
| Legenda                  |
| ------------------------ |
| D – dvouhra; Č – čtyřhra |
| Challengery (3 D)        |
| ITF (3 D)                |

### Dvouhra (6 titulů)
| Č. | datum         | turnaj                      | povrch | poražený finalista | výsledek           |
| -- | ------------- | --------------------------- | ------ | ------------------ | ------------------ |
| 1. | prosinec 2020 | Torelló, Španělsko          | tvrdý  | Quentin Robert     | 4–6, 7–6(7–3), 6–2 |
| 2. | říjen 2021    | Setúbal, Portugalsko        | tvrdý  | Rinky Hijikata     | 7–5, 6–0           |
| 3. | říjen 2021    | Quinta do Lago, Portugalsko | tvrdý  | Naoki Nakagawa     | 6–3, 6–4           |
| 4. | září 2022     | Nonthaburi, Thajsko         | tvrdý  | Omar Jasika        | 7–6(8–6), 6–4      |
| 5. | leden 2023    | Nonthaburi, Thajsko         | tvrdý  | Lloyd Harris       | 7–6(7–5), 6–2      |
| 6. | leden 2024    | Nouméa, Francie             | tvrdý  | Enzo Couacaud      | 6–1, 6–1           |

## Finále na juniorském Grand Slamu

### Dvouhra juniorů: 1 (0–1)
| Stav      | rok  | turnaj          | povrch | soupeř ve finále | výsledek |
| --------- | ---- | --------------- | ------ | ---------------- | -------- |
| Finalista | 2020 | Australian Open | tvrdý  | Harold Mayot     | 4–6, 1–6 |